# Chyun Chan-min
Chyun Chan-min (kor.: 천찬민; * 1967) ist ein südkoreanischer Sportfunktionär. Seit 2021 ist er Präsident der Korea Bobsleigh Skeleton Federation sowie seit 2022 Vizepräsident für Kommunikation der International Bobsleigh & Skeleton Federation.

## Leben
Chyun Chan-min absolvierte ein Studium der Betriebswirtschaftslehre, welches er 1994 an der New York University mit dem Master abschloss. Seit 2002 ist er Chief Executive Officer des südkoreanischen Chemieunternehmens Pharmcle.
Er engagiert sich für den Bob- und Skeletonsport in Südkorea und ist Mitglied im Organisationskomitees der Olympischen Jugend-Winterspiele 2024 in Gangwon-do. 2021 wurde Chyun Chan-min zum Präsidenten der Korea Bobsleigh Skeleton Federation gewählt. Beim Kongress der International Bobsleigh & Skeleton Federation im Juli 2022 kandidierte er für den Posten des Vizepräsidenten für Kommunikation des Bob- und Skeletonweltverbandes. Bei der Wahl in Lausanne setzte er sich gegen Bradley Chalupsky und Chris Stokes durch und wurde Nachfolger von Przemysław Piesiewicz, der den Posten seit 2018 ausgeübt hatte und nicht zur Wiederwahl angetreten war.